# Lauren MacMullan

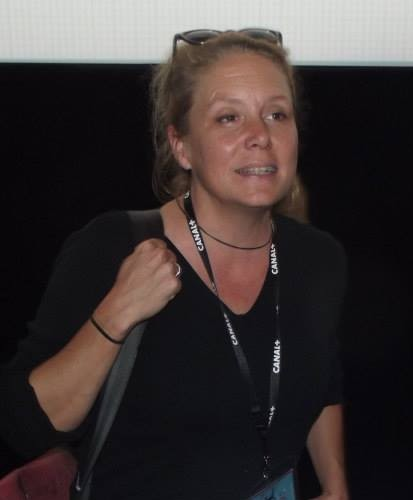
Lauren MacMullan 2013 in Annecy

Lauren Hunter MacMullan (* 30. April 1964 in Boston) ist eine US-amerikanische Animatorin, Fernseh- und Filmregisseurin.

## Leben
MacMullan studierte an der Harvard University, wo sie auch Animationskurse belegte. Sie war zunächst ab 1991 als Regisseurin für Werbefilme tätig und arbeitete bei den Olive Jar Studios. Unter anderem schuf sie Filme für MTV. Im Jahr 1993 zog sie nach Los Angeles, wo sie als Regisseurin der Trickserie The Critic tätig war. Zwischen 1994 und 1995 entstanden vier Folgen unter ihrer Regie. Weitere Regiearbeiten für Serien folgten, so für Die Nanny sowie King of the Hill und Mission Hill. MacMullan war ab 2001 auch Regisseurin von Folgen der populären Trickserie Die Simpsons. Für ihre Regiearbeit für Avatar – Der Herr der Elemente wurde sie 2006 mit einem Annie Award ausgezeichnet und 2007 für einen Emmy nominiert.
Im Jahr 2009 wurde MacMullan Mitarbeiterin bei Pixar, wo sie am Animationsfilm Newt arbeitete, dessen Entwicklung jedoch 2010 eingestellt wurde. Sie ging im folgenden Jahr zum Walt Disney Animation Studio und war hier am Film Ralph reichts als Storyboard-Artist beteiligt. Beim Kurzanimationsfilm Get a Horse! führte sie erstmals Filmregie und war zudem die erste Regisseurin eines Micky-Maus-Films. MacMullan wurde für Get a Horse! gemeinsam mit Produzentin Dorothy McKim 2014 für einen Oscar in der Kategorie Bester animierter Kurzfilm nominiert.

## Filmografie
- 1994–1995: The Critic (Fernsehserie, 4 Folgen)
- 1995: Die Nanny (The Nanny, Fernsehserie, eine Folge)
- 1998: King of the Hill (Fernsehserie, 2 Folgen)
- 1999–2002: Mission Hill (Fernsehserie, vier Folgen)
- 2001–2004: Die Simpsons (The Simpsons, Fernsehserie, 7 Folgen)
- 2005–2006: Avatar – Der Herr der Elemente (Avatar: The Last Airbender, Fernsehserie, 10 Folgen)
- 2007: Die Simpsons – Der Film (The Simpsons Movie)
- 2012: Ralph reichts (Wreck-It Ralph)
- 2013: Get a Horse!

## Auszeichnungen
- 2006: Annie Award, Best Storyboarding in an Animated Television Production, für Avatar – Der Herr der Elemente
- 2007: Emmy-Nominierung, Outstanding Animated Program (For Programming Less Than One Hour), für Avatar – Der Herr der Elemente
- 2014: Oscar-Nominierung, Bester animierter Kurzfilm, für Get a Horse!